# Noche Rojinegra

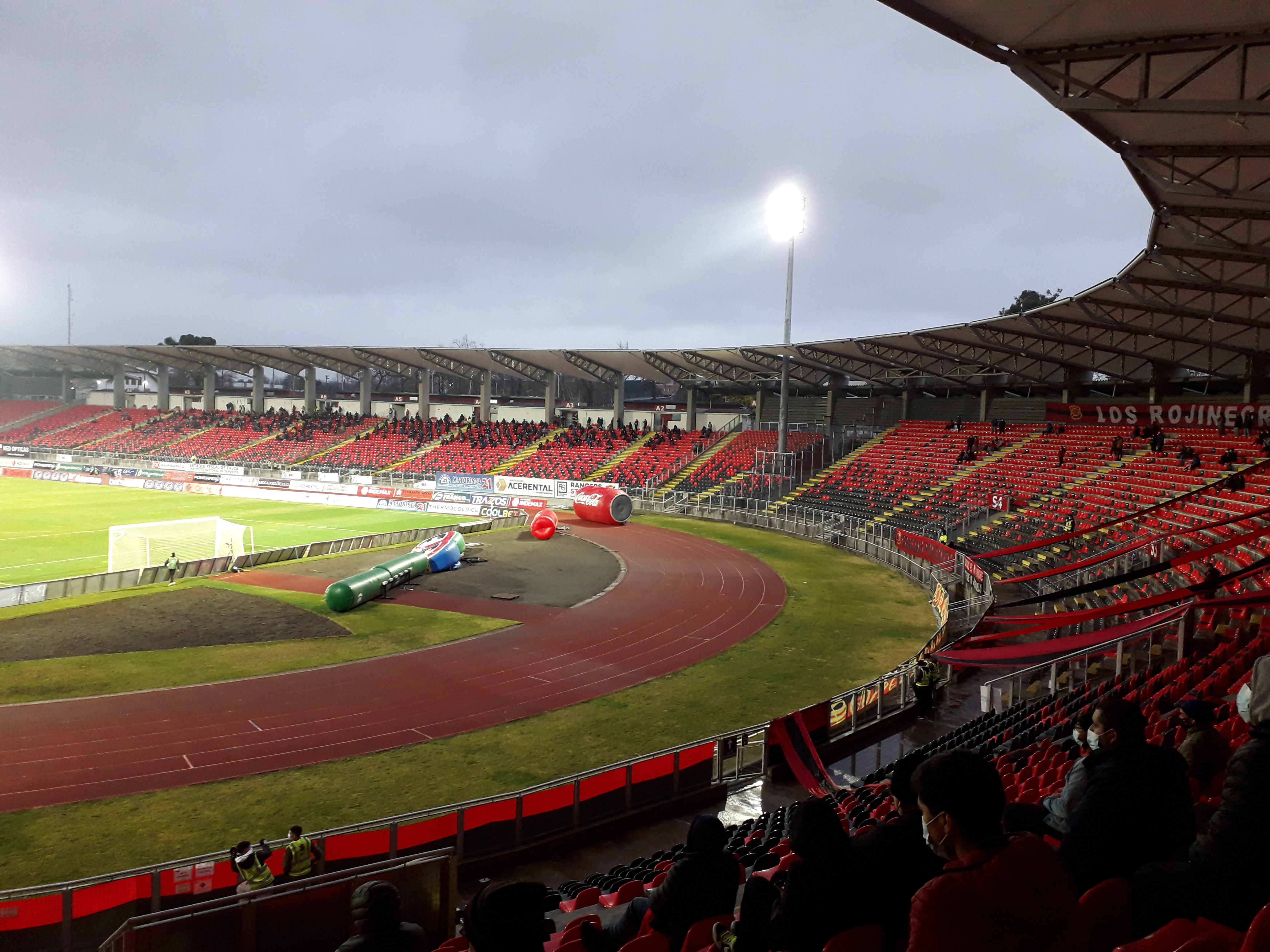
Estadio Fiscal de Talca, lugar donde Rangers ejerce localía y, en consecuencia, donde se realiza el evento todos los años.

La Noche Rojinegra es un evento tradicional del club deportivo Rangers de Talca, donde el cuadro local presenta al plantel que disputará la temporada venidera. Posee un carácter amistoso, que se disputa a partido único, y tiene como escenario futbolístico el Estadio Fiscal de Talca. 

## Historia
No existen muchos registros formales sobre la Noche Rojinegra puesto que, al ser de carácter amistoso, no había una gran cobertura mediática. Sin embargo, el primer antecedente data de 1964, precisamente en febrero, cuando Rangers frente a aproximadamente 11.700 personas se enfrentó a Flamengo, en un partido que terminó 3-2 a favor de los brasileños.
Más adelante la actividad tomaría relevancia en los años '90, principalmente por la realización de extravagantes eventos que incluían el arribo de helicópteros para la llegada de los jugadores, la presentación de destacados grupos musicales, como La Ley, y la invitación de equipos internacionales, como lo fueron el St. Gallen de Suiza y el Peñarol de Uruguay, ambos equipos que fueron invitados aprovechando su presencia para otras actividades en Chile.
En los años 2000 el evento se volvería una constante, aunque los problemas económicos del club le irían haciendo perder la extravagancia característica en la década previa, volviéndose solo partidos sin mayor relevancia ni dinamismo, con rivales nacionales que se también se preparaban para la participación en el campeonato.
En 2011, el evento ante Everton se realizó en la ciudad de San Javier, ya que el Estadio Fiscal estaba en remodelación.
Luego de la Noche Rojinegra 2011, el evento no se realizó por un largo período de tiempo, a excepción del año 2013, hasta que a principios de 2018, la jornada regresó y Rangers enfrentó a su archirrival Curicó Unido, partido que acabó con triunfo curicano por 2 a 0.
Ocasionalmente se disputa un trofeo amistoso en el evento, como el caso de la "Copa Día de la Independencia" del 2020.
En 2021 y 2022 la actividad se suspendió debido a la pandemia del covid-19. Posteriormente sería retomada en 2023, en un encuentro frente a Deportes Linares.

## Descripción
A nivel general e histórico, el evento cuenta con dos momentos clave: En un primer momento se realiza la presentación del plantel para el año consiguiente, describiéndose a los futbolistas uno a uno mencionando sus nombres, posición en la que juegan y otros datos clave. Esto normalmente se realiza una hora antes del encuentro programado, de tal manera que los jugadores alcancen a calentar y prepararse. Y, posteriormente, se disputa el partido amistoso entre Rangers y el club invitado.
Normalmente las actividades programadas han variado a través de los años, de tal manera que es común que realicen diversas actividades antes y después de los partidos, como premiaciones a personajes históricos destacados para la institución, la presentación de trofeos, etc.
Desde finales de la década de 2010, se ha estado retomando la costumbre de los años 1990 de invitar grupos musicales que amenicen el ambiente mientras los jugadores de ambos equipos se preparan para el partido, con la intención de animar al público presente.
Ocasionalmente se han jugado encuentros previos al partido principal, donde han participado antiguos jugadores de Rangers, las series inferiores del club y equipos del fútbol amateur talquino.
El evento se realiza usualmente una semana antes del comienzo del campeonato profesional que Rangers vaya a disputar, de forma que el partido es considerado por la institución como un amistoso de preparación, lo que explica que los entrenadores se puedan tomar las libertades para estudiar al equipo, no habiendo límites de cambios. Esto último facilita que dichos técnicos utilicen a todos (o gran parte de) los jugadores que tengan a disposición, para analizarlos y evitar lesiones.

## Partidos
| Año  | Equipo local | Resultado | Equipo visita            |
| 1997 | Rangers      | 2-2       | St Gallen                |
| 1998 | Rangers      | 4-2       | Peñarol                  |
| 1999 | Rangers      | 3-1       | Toluca                   |
| 2001 | Rangers      | 3-0       | Colo-Colo                |
| 2002 | Rangers      | ?         | Universidad de Chile     |
| 2003 | Rangers      | 0-2       | Universidad de Chile     |
| 2004 | Rangers      | 3-0       | Colo-Colo                |
| 2005 | Rangers      | 0-3       | Universidad Católica     |
| 2006 | Rangers      | 2-2       | Audax Italiano           |
| 2007 | Rangers      | 1-2       | Universidad Católica     |
| 2008 | Rangers      | 1-2       | O'Higgins                |
| 2010 | Rangers      | 0-3       | Curicó Unido             |
| 2011 | Rangers      | 3-1       | Everton                  |
| 2013 | Rangers      | 1-1       | Selección Chilena Sub-20 |
| 2018 | Rangers      | 0-2       | Curicó Unido             |
| 2019 | Rangers      | 0-0       | Coquimbo Unido           |
| 2020 | Rangers      | 1-0       | Ñublense                 |
| 2023 | Rangers      | 1-0       | Deportes Linares         |
| 2024 | Rangers      | 5-3       | Unión Española           |